# Parc du Pléistocène
Le parc du Pléistocène (en russe Плейстоценовый парк, Pleïstotsenovy park) est une réserve naturelle de Russie (d'environ 14 000 hectares), accolée à un centre d'études scientifiques, située en Sibérie, dans la république de Sakha (ancienne Yakoutie), à 5 km environ de la ville de Tcherski.

## Historique
Le parc du Pléistocène a été créé en 1988 par Sergueï Zimov.
Un premier enclos de 100 hectares a accueilli une population de grands herbivores, puis un second enclos bien plus grand a été créé, mais qui à ce jour n'abrite qu'une population peu dense d'animaux.

## Localisation, climatologie
Le parc est situé dans l'une des zones de taïga les plus froides du monde (bien qu'en voie de réchauffement, en été, il n'y gèle plus la nuit déplore Sergueï Zimov), à quelques kilomètres de la ville de Tcherski (la ville la plus froide du monde, qui avec son port fluvial était l'ancienne base de départ de la plupart des explorations de l'arctique par les scientifiques, mais aussi par les chercheurs d'or durant la période soviétique bien qu'elle a perdu une grande partie de ses moyens avec la chute du bloc soviétique, qui n'est accessible qu'en avion via deux vols hebdomadaires en 2017). Le parc entier repose sur une épaisse couche de permafrost, riche en fossiles de grands mammifères et dont une tranche (en recul rapide, d'environ 3m/an à cause du réchauffement) est visible et facilement accessible sur des dizaines de kilomètres le long des berges du fleuve Kolima.
Le parc jouxte une station scientifique, la NESS (Station Scientifique du Nord-Est) qui est depuis plusieurs décennies l'un des principaux lieux de recherche sur les écosystèmes arctiques.

## Recherche scientifique
Le parc bénéficie des moyens la NESS (Station Scientifique du Nord-Est), également créée par Sergueï Zimov, qui accueille toute l'année des spécialistes du pergélisol et des chercheurs en écologie, climatologie, biologie arctique, hydrologie, limnologie, géophysique, physique de l'atmosphère, etc. Elle dispose de 3 laboratoires dotés d'équipements modernes et d'une capacité d'accueil de 50 chercheurs à la fois. Les visiteurs n'y sont pas autorisés en hiver.
Un enjeu scientifique majeur pour le Parc est de mieux comprendre ce qui fut le plus grand biome des terres émergées, qui a été dominant dans le nord de l'Eurasie et de l'Amérique du Nord durant 2 millions d'années : la steppe des mammouths, biome qui a entièrement et rapidement disparu à la fin de la dernière glaciation il y a 13 000 ans environ alors que l'humanité colonisait ces paysages qui évoluaient en toundra moussue et en taïga peu boisée.
Des études récentes (publication 2021), notamment basées sur des échantillons fécaux (fèces congelés et conservés dans le pergélisol) ont permis de reconstituer la nourriture et les usages de la steppe sibérienne préhistorique par 3 espèces (Mammouth laineux, Cheval préhistorique et Bison des steppes). Ces travaux ont une résolution taxonomique bien plus élevée que les précédents, car bénéficiant de la première analyse intégrée de l'ADN (barcoding moléculaire,), du pollen et des macrofossiles trouvés dans les excréments de mammouths. Ils confirment que le Mammouth laineux avait une alimentation très diversifiée, trouvée dans des habitats variés. Ceci prouve que la « steppe à mammouths » du Pléistocène n'était pas homogène, mais bien constituée d'une mosaïque d'habitats. Selon les données paléontologiques acquises dans les années 2010-2020, cette mosaïque rassemblait des zones arbustives, des berges, zones humides permanentes et des prairies productives,,. Il ne faut plus imaginer la steppe à mammouths comme de vastes prairies de graminoïdes mélangées comme le pensait Guthrie en 1990 à quelques espèces d'armoises. En 2014, Willerslev et al. ont en effet prouvé que la flore était plus diversifiée qu'on ne le pensait antérieurement, avec notamment des plantes vasculaires herbacées non graminoïdes qu'on retrouve dans de la mégafaune (source importante de protéines).
Autre découverte récente (2021) : le Bison des steppes et le cheval holocène n'étaient pas des brouteurs stricts ; ils mangeaient aussi des écorces ou des plantes d'environnement marécageux. En comparant l'usure de leurs dentitions à celle des bisons et chevaux contemporains, on montre qu'ils mangeaient une nourriture plus tendre que leurs homologues contemporains, plus riche en herbacées.
On a récemment (2020) confirmé, dont par la mesure des densités de squelettes fossiles trouvés dans les pergélisols du nord de la Sibérie, que « la biomasse animale et la productivité végétale des steppes à mammouths, même dans ces prairies les plus froides et les plus sèches de la planète, étaient proches de celles d'une savane africaine ».
De vastes troupeaux de grands herbivores y entretenaient un écosystème de steppe, stable. À la différence de ce qui s'est passé dans la savane, en zone froide, ces animaux réduisaient l'humidité et l'aération des sols, ainsi que la température du pergélisol (en compactant et perçant le manteau hibernal isolant de neige) ; ils ont aussi contribué à un stockage dans les sols, en amplifiant même les variations climatiques glaciaires-interglaciaires.

Des études récentes ont montré que contrairement à une idée reçue, en dépit du froid hivernal, la productivité de cet écosystème était élevée ; elles ont aussi montré que ces milieux ont joué un rôle majeur dans la dynamique glaciaire-interglaciaire du stockage du carbone (le méthane congelé dans le pergélisol constitue encore le principal réservoir de carbone proche de la surface sur terre.
Dans ces steppes, les méga- et méso-herbivores jouaient un rôle important pour la dispersion des graines. Et, dans un environnement relativement sec, ils diminuaient le risque de feux,,.
L'extinction de la mégafaune des zones froides en fin du Quaternaire a eu des conséquences négatives pour l'environnement et peut-être la biosphère, avec des conséquences en cascade sur la composition, la structure et le fonctionnement des écosystèmes, et avec un risque d'incendies très accru, qui a contribué à la formation de nouvelles communautés dans les biomes. Ces conséquences sont détectées, bien que difficilement, dans les changements floristiques et faunistiques observés par la paléontologie à cette époque. Des travaux récents montrent que la fonge (étudiée via les archives polliniques fossiles) a aussi été affectée, expliquant certaines conséquences écologiques.
Selon plusieurs études récentes, le rétablissement des écosystèmes de prairie dans les plaines de régions froides diminuerait le risque d'incendies (et les émissions de CO2 liées), ralentirait le dégel du pergélisol et réduirait l'intensité et la vitesse de réchauffement actuels,,.
Les données fossiles accumulées, datées au carbone 14, associée aux modèles qui ont rétrospectivement reconstitué l'enveloppe climatique des steppes à mammouths montrent que le changement climatique (qui avait été bien supporté par la plupart des espèces lors des réchauffements précédents) ne peut expliquer l'extinction de cet écosystème qui a été dominant durant des milliers d'années (âges glaciaires récents).
Un autre sujet préoccupant, abordé dans le Parc et la région, est le problème du relargage de méthylmercure (composé encore plus toxique que le mercure per, accumulé en grande quantité dans le pergélisol au cours des âges).

## Gestion, restauration et conservation de la Nature
Ce parc constitue l'une des plus grandes expérience scientifique de renaturation et de restauration écologique à ciel ouvert.

### Contexte
Le GIEC a clairement montré que l'une des explications de l'augmentation de la température dans la zone polaire et circumpolaire est la réduction de la couverture neigeuse (et de la glace de mer dans l'Arctique). Ce phénomène a fortement réduit l'albédo de la surface de la Terre dans l'hémisphère nord. Dans le contexte du changement climatique, une part croissante des infrarouges reçus du Soleil est maintenant absorbée en quantité massive par les sols et paysages de régions de toundra et de taïga, contribuant à l'amplification des changements de température dans l'Arctique. Ce phénomène de rétroaction climatique est parfois qualifié de bombe climatique car il fait aussi fondre le pergélisol et ses clathrates, ce qui libère des quantités croissantes de méthane (et du CO2) dans l'atmosphère. Contrôler la fonte du pergélisol et l'un des grands enjeux du réchauffement climatique et parmi les plus urgent.

### L'objectif du parc
Il est principalement de restaurer des paysages et écosystèmes de prairies, steppe, aussi proches que possible ceux de la dernière période glaciaire, quand les écosystèmes steppiques étaient les écosystèmes dominants de la planète.
Pour cela il faut faire reculer la taïga, qui dans cette région est pauvre en biodiversité, de couleur sombre (faible albédo) et modifie fortement la structure du manteau neigeux (qui n'est plus uniforme en hiver comme il l'était dans la toundra et les milieux de steppes) et qui donc contribue au réchauffement du permafrost ainsi, par conséquent, qu'aux émissions de méthane.
Sergueï Zimov est parti du constat qu'en Sibérie, la taïga et la toundra sont devenues herbeuses partout où elles ont été suffisamment dérangées, par exemple par des troupeaux de chevaux sauvages ou par l'un des goulags staliniens.
Il expérimente lui-même cette réversibilité en 1988, en observant un troupeau de 25 chevaux yakoutiens et montrant que dans leur enclos, ils convertissent rapidement la toundra humide et moussue en pâturage herbeux, en piétinant la neige et en fertilisant le sol en rongeant ou écorçant les arbustes.
Il pose donc l'hypothèse que l'immense steppe de mammouths était entretenue par les herbivores et que si elle est devenue une mosaïque de taïga et de toundra c'est parce que ces animaux ont disparu, probablement car devenus le gibier des humains (qui à cette époque ont maitrisé le feu tout en important de nouvelles techniques de chasse (arc et pointes de flèche, propulseur, pièges).
L'été 1993, deux écologues de l'université Duke de Durham (Caroline du Nord), Chapin et James Reynolds, intrigués par cette idée, se rendent au NESS pour y rencontrer Sergueï Zimov. À force d'argumentations lors de discussions qu'ils jugent perturbantes, mais « vivifiantes », Sergueï Zimov finit par les convaincre ; après avoir approfondi cette hypothèse, deux ans plus tard (en 1995), avec Sergueï Zimov et certains de ses collègues russes, ils publient dans The American Naturalist un article selon lequel « la chasse humaine aurait pu jouer un rôle aussi important que le climat » dans l'extirpation de la mégafaune arctique.
Les steppes préhistoriques qui couvraient ces régions étaient « caractérisées par une forte densité d'animaux et notamment de grands herbivores (10 tonnes de grands animaux/hectare, soit environ 20 gros animaux par kilomètre carré, soit des millions de gros animaux pour toute la Sibérie), une végétation herbacée riche et des taux élevés de cyclage biogéochimique »,.
Sa phytocénose correspondrait à la toundra et à la steppe ;
sa zoocénose était la mégafaune de l'époque, dont le mammouth laineux est le représentant le plus emblématique. Ce dernier figure sur le logo du Parc où il est plus qu'un symbole : pour les Zimov, il était l'une des espèces clé de voûte de la dernière glaciation, la seule à pouvoir facilement coucher un arbre, et l'une des plus difficiles à « remplacer » aujourd'hui. Sergueï Zimov et son fils Nikita ont souvent dit en plaisantant que pour transformer une partie de taïga qui se réchauffe (des millions d'hectares) en steppes froides, il leur faudrait idéalement « 50 000 mammouths pour commencer »,. En 2020 Denis Sneguirev notait à ce propos que si cette idée semble encore relever de la science fiction, et en dépit de questions complexes de déontologie et d'éthique environnementale, elle a pris un peu de corps depuis quelques années : le Parc a signé un accord avec l'université Harvard qui travaille depuis des années sur le génome du Mammouth, et selon le professeur George Church (généticien et ingénieur en biologie moléculaire et synthétique aux États-Unis), il sera peut-être possible sous peu de faire naitre un mammouth à partir de son génome conservé dans le permafrost espère Sergueï Zimov. Ce dernier estime qu'il n'est d'ailleurs peut être pas nécessaire de reconstituer un mammouth, il suffirait de modifier un peu le génome de l'éléphant pour l'adapter au climat froid.
Deux hypothèses de Sergueï Zimov sont testées à grande échelle dans ce parc :
1. il est possible de faire revenir des herbivores sauvages, qui contribueront à restaurer la steppe en limitant le développement de la forêt ;
2. la seconde hypothèse, présentée par Sergueï Zimov dans la revue Science en 2005 est la suivante : 
1) En hiver, sans forêt et en présence de troupeaux de gros herbivores qui se déplacent pour manger, la neige est beaucoup plus tassée sur le sol ; les animaux la creusent et parfois la balayent complètement pour manger. Ceci expose le permafrost au froid glacial hivernal[3] ; 
2) En été une flore herbacée produit des chaumes qui - bien mieux que les mousses et les arbustes -renvoient le rayonnement solaire, formant donc un meilleur isolant thermique pour le pergélisol sous-jacent, notamment durant la période du soleil de minuit[3]

Pour correctement tester ces hypothèses, le Parc doit donc reconstituer une grande biomasse d'herbivores. Certes, ces derniers (bovidés notamment) vont aussi émettre du méthane, mais bien moins que n'en émettrait le permafrost en leur absence selon les calculs de Sergueï Zimov cités par Denis Sneguiref (réalisateur préparant un reportage long métrage sur le sujet).

### Premiers résultats

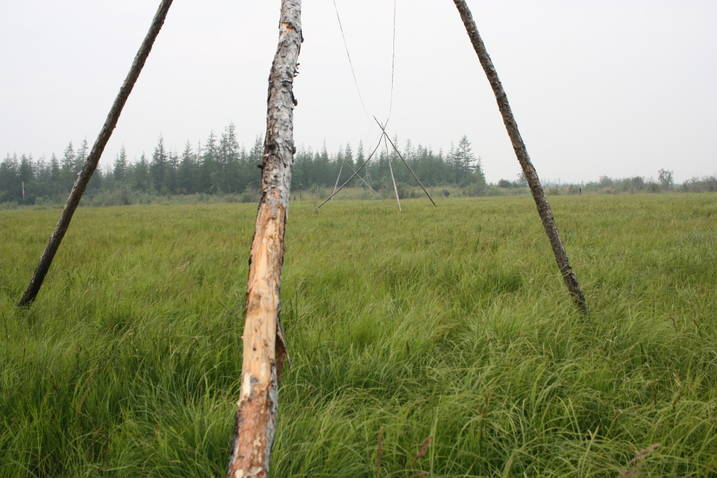
Prairie restaurée du parc du Pléistocène ; en quelques années, sous l'effet du pâturage 50 hectares de prairie ont remplacé la taïga ou une toundra moussue. Pour Sergueï Zimov, le parc est une zone de guerre entre deux écosystèmes (steppe et taïga).

Selon Denis Sneguiref, depuis le milieu des années 2010 des capteurs posés par la station, en collaboration avec l'université de l'Alaska à Fairbanks (Alaska) et d'autres scientifiques, relèvent les différences de températures entre l'extérieur et l'intérieur du parc. Ces capteurs semblent montrer une tendance encourageante.

De plus, après 20 ans d'expérimentations, on commence à visuellement percevoir que la végétation est en train de significativement changer de nature entre l'extérieur et l'intérieur du parc (cf. photo ci-contre). Cependant, précise-t-il, dans les moments très froids, les animaux doivent encore être nourris et abreuvés.

## Préhistoire
Selon le chercheur russe Sergueï Zimov, cofondateur du parc, la toundra sibérienne actuelle est un écosystème très peu productif, parce qu'il résulte de la dégradation de l'écosystème steppique de la fin du Pléistocène par l'action de l'homme, lequel a fait disparaître les grands herbivores (dont le célèbre mammouth) et les carnivores associés : « Une analyse des os recueillis dans le nord de la Sibérie a permis aux scientifiques de calculer que la biomasse animale, même dans les périodes les plus froides du nord, y atteignait 10 tonnes/km2 et que la moyenne par kilomètre carré de pâturage comprenait un mammouth, cinq bisons, six chevaux, et 10 rennes. Le nombre d'animaux dans les steppes du sud ou les steppes humides était significativement plus élevé que dans le nord ».

## Renaturation
La restauration de ces steppes en lieu et place de la toundra pourrait contribuer à restaurer un puits de carbone et donc lutter contre la fonte du pergélisol sibérien.
Elle est basée sur la réintroduction d'animaux, initiée en 1988. Selon son site internet en 2020, le parc du Pléistocène se compose d'une zone close de 20 km2 qui abrite 8 espèces herbivores majeures : le bison d'Europe, le bœuf musqué, l'orignal, des chevaux yakoutes et des rennes, ainsi que des moutons, yacks et vaches kalmouks.
Nombre de grands herbivores du parc (janvier 2020) :
- Chevaux yakoutes : 40 (janvier 2020), premiers animaux du projet, cette race de chevaux résistants au froid sont la clé du parc.
- Renne : 40/50 (janvier 2020), l'animal y était déjà mais a été ramené au parc.
- Orignal/Élan : 20 (octobre 2019), capturés par des locaux ramenés au parc.
- Bœuf musqué : 3 (6 mâles de base) (juillet 2020), 3 mâles uniquement venus de l'île de Wrangel. La réintroduction d'autres individus est planifiée pour 2020.
- Bison d'Europe : 1 (juillet 2017) uniquement un mâle, avant il y a avait 3 femelles mais elles n'ont pas résisté au froid. Nikita cherche des bisons pour pouvoir créer une forte activité des herbivores dans le parc.
- Bison des plaines (Bison d'Amérique) : 12 (juin 2019), arrivés depuis un parc au Danemark.
- Yack : 15 (janvier 2020), 10 yacks ont été réintroduits dans la réserve en 2017, puis se sont reproduits avec succès (5 nouveaux individus en 2020).
- Mouton de Edilbaïevskaïa : 40 (novembre 2019), cette race ovine, résistante au froid, peut notamment conserver de la graisse dans sa queue, lui permettant de mieux survivre aux hivers rigoureux.
- Vache kalmouk : 25 (octobre 2019), une population a été introduite en octobre 2018.

## Limites ou problèmes à résoudre
Le parc et son objectif de reconstitution d'une faune dense de grands méso-herbivores se veulent reproductibles dans d'autres régions. Divers éléments restent encore à préciser ou résoudre, dont :
- la question du coût, de la fiabilité et de l'entretien et des effets de fragmentation écopaysagère de vastes clôtures adaptées à de gros animaux. À ce jour, le parc utilise un ancien char d'assaut modifié pour circuler dans les zones humides et y poser des clôtures (grillage non électrifié) ;
- la difficulté à trouver des souches animales assez résistantes au froid extrême. Les animaux introduits dans le parc s'y sont aussi montrés assez vulnérables face aux prédateurs (des dizaines de chevaux yakoutiens ont été mangés par des ours ou d'autres prédateurs) et d'autres se sont empoisonnés en broutant de la Ciguë aquatique[3]. Ceci freine la reconstitution des troupeaux, d'autant que le parc n'a pas reçu d'aides d'État (qui n'attribue que quelques petits salaires à la station scientifique)[3] : seuls 70 animaux survivaient le parc en 2018, alors que l'équipe en espérait 1 000 à ce moment[3] ;
- la possibilité de recréer des populations de Mammouths (encore très incertaine) ;
- d'éventuels effets induits par le retour du Mammouth pourraient affecter certains moyens (méso-) et petits mammifères herbivores ? Une étude récente (2021)[25] pose la question, mais sur la base d'expérimentations faites sur des mégaherbivores (éléphant et girafe) de zones tropicales ; ces derniers accroissent l'occurrence et l'intensité d'utilisation du milieu par les zèbres, mais en diminuant celles de plusieurs autres espèces de mésoherbivores (généralement plus petites et sans lien avec leur régime alimentaire ni leur parenté phylogénétique). Inversement, une simulation d'extirpation de mégaherbivores africains se traduit par une intensité d'utilisation modifiée par les mésoherbivores. Les auteurs suggèrent de tenir compte de ceci lors de (ré)introductions de mégaherbivores (ou de leurs remplaçants écologiques, par exemple l'éléphant pour remplacer le mammouth)[25]. Les traits des espèces (ex. : hauteur des épaules) semblent meilleurs prédicteurs de la réponse des mésoherbivores aux mégaherbivores que la parenté[25].
- convaincre... Le projet de Sergueï Zimov, repris par son fils Nikita, est de ne faire de telles reconstitutions de steppe pléistocène que dans des zones reposant sur le permafrost et non-habitées. Convaincre que faire reculer la taïga a plus de bénéfices que d'inconvénients est difficile. En effet, l'arbre devient un symbole universel, à la fois des dégâts du réchauffement, et des moyens de s'en protéger ; or la Sibérie est à la fois touchée par des mégafeux de forêts détruisant des millions d'hectares de forêt, et par de violentes inondations ; deux phénomènes attribués par divers experts et habitants aux coupes forestières excessives, anarchiques et trop proches des fleuves dont les bas de bassins versants se retrouvent localement dénudés[26]. 
Pour sensibiliser le grand public russe à l'importance de la grande faune steppique, Nikita a créé près de Moscou, avec la station scientifique une réserve faunistique et paysagère de 300 hectares. Un panorama steppique y est entretenu par des chevaux, moutons, cerfs, antilopes et bovins[3]. Elle a été baptisée Дикое Поле ; ce nom, romanisé en Dikoye Polye et traduit en anglais par Wild Field réserve signifie « champs sauvages » ou « le désert » ; c'est l'une des anciennes dénominations de la steppe pontique[27] dans les documents polono-lituanien du XVIe au XVIIIe siècle[28] ;
- Michelle Mack (experte en écologie du sol à l'université du Nord de l'Arizona de Flagstaff) craint qu'un réchauffement accéléré de l'arctique, apporte des hivers sibériens tellement moins froids, que piétiner ou balayer la neige pourrait, à partir d'un certain seuil, avoir l'effet inverse : permettre à l'atmosphère de réchauffer le pergélisol. « Il se peut bien que Sergey ait raison », dit-elle, interrogée par Science, « mais les Zimov n'ont pas fait valoir leurs arguments de manière rigoureuse avec des modèles ni des données ». Des mesures de température du pergélisol sont en cours dans et hors du parc, globalement porteuses d'espoir pour les Zimov, mais localement contradictoire ou à confirmer sur un pas de temps plus long[3] ;
- le temps nécessaire à l'évaluation des résultats : Sergueï Zimov lui-même dit que « le parc du Pléistocène est une expérience qui doit être poursuivie pendant des décennies », mais Terry Chapin (qui travaille sur les mêmes sujets en Alaska) note qu'hors une réduction drastique des émissions mondiales, aucune solution, sauf celle de Sergueï Zimov, n'a émergé face au problème du pergélisol[3].

### Vidéographie
- (ru + en) [vidéo] « Grant Slater, Ross Andersen : "Creating Pleistocene Park", 26 minutes, 2016 », sur YouTube
- [vidéo] Barbara Lohr : "Sibérie : les aventuriers de l’Age perdu", ARTE Reportage, 36 minutes, 2017
- [vidéo] Clément MONTFORT - Web-Séries Documentaires, « PERMAFROST - LA BOMBE CLIMATIQUE & L'HYPOTHESE ZIMOV - S02 E09 - [ NEXT ] », sur YouTube, 19 juillet 2020 (consulté le 20 août 2021).
- « L'hypothèse de Zimov »  long-métrage documentaire (90 et 52 min) ; coproduction internationale associant Arturo Mio, 13 Productions, ARTE France (France), Take Five, RTBF (Belgique) et Ethnofund (Russie). Film écrit et réalisé par Denis Sneguirev, en Russe et Anglais ; en post-production pour une diffusion prévue en novembre 2021 (Site du film)